# Камынин, Афанасий Григорьевич
Афанасий Григорьевич Камынин (Комынин) (1689 — не ранее 1760, возможно — 1769) — российский государственный и военный деятель, действительный статский советник (1754), вице-президент Вотчинной коллегии.

## Послужной список
- Службу начал в 1704 г. солдатом в Семеновском полку.
- В 1707 г. произведен в прапорщики в Вологодской пехотный полк.

Далее:
- поручик в Московском полку,
- капитан-поручик и капитан в Псковском пехотном полку,
- капитан в Гренадерском драгунском полку.

Участник основных кампаний Северной войны и Прутского похода. Ранен в битве при Гангуте.
- 5 октября 1722 г. назначен прокурором Вотчинной коллегии.
- 13 марта 1727 г. назначен советником той же коллегии.
- 25 октября 1727 г. произведен в полковники.
- 15 сентября 1737 г. командирован в действующую армию на Украину.
- 11 сентября 1740 г. назначен вице-президентом Вотчинной коллегии.
- 18 сентября 1741 г. произведен в статские советники,
- с 13 мая 1754 г. действительный статский советник.

16 августа 1760 г. уволен в отставку по возрасту.

## Дети
- сын — Михаил, капитан гвардии (1764).